# Tramwaje w Leonora
Tramwaje w Leonora − zlikwidowany system komunikacji tramwajowej w australijskim mieście Leonora, działającym w latach 1901−1921. 

## Historia
Pierwsze tramwaje w Leonora uruchomiono w 1901, były to tramwaje parowe, które były zarządzane przez prywatną spółkę. W 1902 miasto przejęło tramwaje i w 1903 uruchomiło przewozy na linii z Leonora do Gwalia. W 1907 w Leonora otwarto elektrownię, a rok później w listopadzie 1908 uruchomiono tramwaje elektryczne. Do obsługi linii dysponowano tylko jednym wagonem. W 1915 spłonęła elektrownia co unieruchomiło tramwaj elektryczny i doprowadziło do jego likwidacji. Wkrótce potem uruchomiono tramwaje spalinowe, które kursowały do 1921. 